# Länggrien
Le Länggrien ou Aareinseli est une île de l'Aar, sur le territoire de Selzach dans le canton de Soleure.
L'île est une propriété privée d'une famille de fermiers, mais qui peut être visitée.